# Referendum sugli accordi di Évian
Il referendum sugli accordi di Évian, si è svolto in Francia l'8 aprile 1962.
Il presidente della Repubblica era Charles de Gaulle, il primo ministro era Michel Debré.

## Quesito
Il quesito posto ai francesi fu (in sostanza) «Siete voi per gli accordi di Évian che mettono fine alla guerra in Algeria?»

## Votanti
- Iscritti: 27 582 072
- Astenuti: 6 802 769 (24.6%)
- Schede bianche o nulle: 1 103 806 (4.00%)
- Voti validi: 19 695 497

## Risultato
|                      |    | Voti       | %      |
| RISPOSTA AFFERMATIVA | SÌ | 17.886.423 | 90.81% |
| -------------------- | -- | ---------- | ------ |
| RISPOSTA NEGATIVA    | NO | 1.809.074  | 9.19%  |
| Totale voti          |    | 19.695.497 | 100%   |